# 1980-as Formula–1 dél-afrikai nagydíj
A dél-afrikai nagydíj Nagydíj volt az 1980-as Formula–1 világbajnokság harmadik futama.

## Futam
| Helyezés | #  | Versenyző             | Csapat/Motor    | Körök | Idő/Kiesés oka | Rajthely | Pontszám |
| -------- | -- | --------------------- | --------------- | ----- | -------------- | -------- | -------- |
| 1        | 16 | René Arnoux           | Renault         | 78    | 1:36:52,54     | 2        | 9        |
| 2        | 26 | Jacques Laffite       | Ligier-Ford     | 78    | +34,07         | 4        | 6        |
| 3        | 25 | Didier Pironi         | Ligier-Ford     | 78    | +52,49         | 5        | 4        |
| 4        | 5  | Nelson Piquet         | Brabham-Ford    | 78    | +61,02         | 3        | 3        |
| 5        | 28 | Carlos Reutemann      | Williams-Ford   | 77    | +1 kör         | 6        | 2        |
| 6        | 30 | Jochen Mass           | Arrows-Ford     | 77    | +1 kör         | 19       | 1        |
| 7        | 3  | Jean-Pierre Jarier    | Tyrrell-Ford    | 77    | +1 kör         | 13       |          |
| 8        | 20 | Emerson Fittipaldi    | Fittipaldi-Ford | 77    | +1 kör         | 18       |          |
| 9        | 14 | Clay Regazzoni        | Ensign-Ford     | 77    | +1 kör         | 20       |          |
| 10       | 6  | Ricardo Zunino        | Brabham-Ford    | 77    | +1 kör         | 17       |          |
| 11       | 7  | John Watson           | McLaren-Ford    | 76    | +2 kör         | 21       |          |
| 12       | 11 | Mario Andretti        | Lotus-Ford      | 76    | +2 kör         | 15       |          |
| 13       | 17 | Geoff Lees            | Shadow-Ford     | 70    | Felfüggesztés  | 24       |          |
| Kiesett  | 23 | Bruno Giacomelli      | Alfa Romeo      | 69    | Motorhiba      | 12       |          |
| Kiesett  | 15 | Jean-Pierre Jabouille | Renault         | 61    | Defekt         | 1        |          |
| Kiesett  | 4  | Derek Daly            | Tyrrell-Ford    | 61    | Defekt         | 16       |          |
| Kiesett  | 21 | Keke Rosberg          | Fittipaldi-Ford | 58    | Baleset        | 23       |          |
| HN       | 22 | Patrick Depailler     | Alfa Romeo      | 53    | + 25 kör       | 7        |          |
| Kiesett  | 27 | Alan Jones            | Williams-Ford   | 34    | Váltó          | 8        |          |
| Kiesett  | 2  | Gilles Villeneuve     | Ferrari         | 31    | Erőátvitel     | 10       |          |
| Kiesett  | 1  | Jody Scheckter        | Ferrari         | 14    | Motorhiba      | 9        |          |
| Kiesett  | 29 | Riccardo Patrese      | Arrows-Ford     | 10    | Kicsúszás      | 11       |          |
| Kiesett  | 31 | Eddie Cheever         | Osella-Ford     | 8     | Kicsúszás      | 22       |          |
| Kiesett  | 12 | Elio de Angelis       | Lotus-Ford      | 1     | Kicsúszás      | 14       |          |
| NI       | 8  | Alain Prost           | McLaren-Ford    |       | Szárnytörés    |          |          |
| NK       | 18 | Dave Kennedy          | Shadow-Ford     |       |                |          |          |
| NK       | 10 | Jan Lammers           | ATS-Ford        |       |                |          |          |

## Statisztikák
Vezető helyen:
- Jean-Pierre Jabouille: 61 (1-61)
- René Arnoux: 17 (62-78)

René Arnoux 2. győzelme, 4. leggyorsabb köre, Jean-Pierre Jabouille 5. pole-pozíciója.
- Renault 3. győzelme.